# 2ª legislatura della Confederazione Svizzera
La 2ª legislatura della Confederazione Svizzera è stata in carica dal 1º dicembre 1851 al 3 dicembre 1854. Nell'ordinamento svizzero, la legislatura è formalmente prevista solo per il Consiglio nazionale, mentre l'elezione dei membri del Consiglio degli Stati è regolata a livello cantonale.

## Sessioni
Le sessioni della legislatura furono così ripartite:
| Sessione                | Inizio           | Fine             |
| ----------------------- | ---------------- | ---------------- |
| Rinnovo ordinario       | 1º dicembre 1851 | 23 dicembre 1851 |
| Sessione ordinaria      | 5 luglio 1852    | 17 agosto 1852   |
| Continuazione ordinaria | 10 gennaio 1853  | 4 febbraio 1853  |
| Sessione ordinaria      | 4 luglio 1853    | 5 agosto 1853    |
| Continuazione ordinaria | 9 gennaio 1854   | 9 febbraio 1854  |
| Sessione ordinaria      | 3 luglio 1854    | 22 luglio 1854   |

## Consiglio federale
I presidenti, vicepresidenti e i membri del Consiglio federale furono i seguenti:

### Presidenti e vicepresidenti
| Periodo                            | Presidente             | Vicepresidente         |
| ---------------------------------- | ---------------------- | ---------------------- |
| 1 dicembre 1851 - 31 dicembre 1851 | Josef Munzinger        | Jonas Furrer           |
| 1º gennaio 1852 - 31 dicembre 1852 | Jonas Furrer           | Wilhelm Matthias Naeff |
| 1º gennaio 1853 - 31 dicembre 1853 | Wilhelm Matthias Naeff | Friedrich Frey-Herosé  |
| 1º gennaio 1854 - 31 dicembre 1854 | Friedrich Frey-Herosé  | Ulrich Ochsenbein      |

### Membri
| Nome                   | Orientamento politico | Cantone   | Dipartimento |
| ---------------------- | --------------------- | --------- | --- |
| Jonas Furrer           | Liberale              | Zurigo    | Dipartimento di giustizia e polizia (1851) Dipartimento politico (1852) Dipartimento di giustizia e polizia (1853-1854)           |
| Ulrich Ochsenbein      | Liberale-Radicale     | Berna     | Dipartimento militare (1851-1854)                                                                                                 |
| Henri Druey            | Liberale-Radicale     | Vaud      | Dipartimento delle finanze (1851) Dipartimento di giustizia e polizia (1852) Dipartimento delle finanze (1853-1854)               |
| Stefano Franscini      | Liberale-Radicale     | Ticino    | Dipartimento dell'interno (1851-1854)                                                                                             |
| Josef Munzinger        | Liberale-Radicale     | Soletta   | Dipartimento politico (1851) Dipartimento delle finanze (1852) Dipartimento delle poste e pubbliche costruzioni (1853-1854)       |
| Friedrich Frey-Herosé  | Centro / Liberale     | Argovia   | Dipartimento di Dazi e Commercio (1851-1853) Dipartimento politico (1854)                                                         |
| Wilhelm Matthias Naeff | Liberale-Radicale     | San Gallo | Dipartimento delle poste e pubbliche costruzioni (1851-1852) Dipartimento politico (1853) Dipartimento di Dazi e Commercio (1854) |

## Consiglio nazionale
Nel corso della legislatura, i presidenti e i vicepresidenti del Consiglio nazionale furono i seguenti:
| Periodo                           | Presidente                   | Vicepresidente                 | Presidente decano   |
| --------------------------------- | ---------------------------- | ------------------------------ | ------------------- |
| 3 dicembre 1851 - 4 luglio 1852   | Johann Jakob Trog            | Johann Matthias Hungerbühler   | Georg Joseph Sidler |
| 5 luglio 1852 - 3 febbraio 1853   | Johann Matthias Hungerbühler | Giovanni Battista Pioda        | Georg Joseph Sidler |
| 4 febbraio 1853 - 8 febbraio 1854 | Giovanni Battista Pioda      | Jakob Dubs                     | Georg Joseph Sidler |
| 9 febbraio 1854 - 3 dicembre 1854 | Jakob Dubs                   | Kasimir Pfyffer von Altishofen | Georg Joseph Sidler |

## Consiglio degli Stati
Nel corso della legislatura, i presidenti e i vicepresidenti del Consiglio degli Stati furono i seguenti:
| Periodo                          | Presidente           | Vicepresidente       |
| -------------------------------- | -------------------- | -------------------- |
| 1º dicembre 1851 - 4 luglio 1852 | Johann Karl Kappeler | François Briatte     |
| 5 luglio 1852 - 3 luglio 1853    | François Briatte     | Johann Jakob Blumer  |
| 4 luglio 1853 - 2 luglio 1854    | Johann Jakob Blumer  | James Fazy           |
| 3 luglio 1854 - 3 dicembre 1854  | James Fazy           | Johann Karl Kappeler |

## Cancelliere federale
Per l'intero corso della legislatura, il Cancelliere federale fu Johann Ulrich Schiess.